# César pro nejlepší střih
César pro nejlepší střih je jedna z kategorií francouzské filmové ceny César. Kategorie existuje od roku 1976.

## Vítězové a nominovaní

### 70. léta
- 1976: Sept Morts sur ordonnance – Geneviève Winding
  - Důležité je milovat – Christiane Lack
  - Nelítostný souboj – Jean Ravel
  - Divoch – Marie-Josèphe Yoyotte
  - Stará puška – Eva Zora

- 1977: Policejní kolt vzor 357 – Marie-Josèphe Yoyotte
  - Pan Klein – Henri Lanoë
  - Barocco – Claudine Merlin
  - Žena u okna – Jean Ravel

- 1978: Prozřetelnost – Albert Jurgenson
  - Vlastní minulost neznámá – Françoise Bonnot
  - Vzduch je cítit rudě – Chris Marker
  - Hrozba – Henri Lanoë

- 1979: Le Dossier 51 – Raymonde Guyot
  - Motýl na rameni – Henri Lanoë
  - Peníze těch druhých – Jean Ravel
  - L'État sauvage – Geneviève Winding

### 80. léta
- 1980: Don Giovanni – Reginald Beck
  - Černá řada – Thierry Derocles
  - Sukničkář – Henri Lanoë
  - Studený bufet a Sestry Brontëovy – Claudine Merlin

- 1981: Poslední metro – Martine Barraqué
  - Rána deštníkem – Albert Jurgenson
  - Smrt v přímém přenosu – Armand Psenny
  - Bankéřka – Geneviève Winding

- 1982: Svědek – Albert Jurgenson
  - Jedni a druzí – Hugues Darmois a Sophie Bhaud
  - Malevil – Henri Lanoë
  - Čistka – Armand Psenny

- 1983: Qu'est-ce qui fait courir David? – Noëlle Boisson
  - Práskač – Françoise Javet Frédérix
  - Les Quarantièmes rugissants – Henri Lanoë
  - Tir groupé – Armand Psenny
  - Hvězda severu – Jean Ravel

- 1984: Vražedné léto – Jacques Witta
  - Hanna K. – Françoise Bonnot
  - Poraněný člověk – Denise de Casabianca
  - Les Mots pour le dire – Claire Pinheiro
  - Faits divers – Françoise Prenant

- 1985: Prohnilí – Nicole Saunier
  - Náš příběh – Claudine Merlin
  - Neděle na venkově – Armand Psenny
  - Souvenirs, souvenirs – Geneviève Winding

- 1986: Péril en la demeure – Raymonde Guyot
  - Policie – Yann Dedet
  - Umírá se jen dvakrát – Henri Lanoë
  - Podzemka – Sophie Schmit

- 1987: Thérèse – Isabelle Dedieu
  - Večerní úbor – Claudine Merlin
  - Betty Blue – Monique Prim
  - Kolem půlnoci – Armand Psenny

- 1988: Na shledanou, chlapci – Emmanuelle Castro
  - Pod sluncem Satanovým – Yann Dedet
  - Velká cesta – Raymonde Guyot

- 1989: Medvědi – Noëlle Boisson
  - Předčitatelka – Raymonde Guyot
  - Camille Claudelová – Joëlle Hache a Jeanne Kef

### 90. léta
- 1990: Příliš krásná – Claudine Merlin
  - Pan Hire – Joëlle Hache
  - Život a nic jiného – Armand Psenny

- 1991: Cyrano z Bergeracu – Noëlle Boisson
  - Manžel kadeřnice – Joëlle Hache
  - Brutální Nikita – Olivier Mauffroy

- 1992: Delikatesy – Hervé Schneid
  - Děkuji, živote – Claudine Merlin
  - Všechna jitra světa – Marie-Josèphe Yoyotte

- 1993: Noci šelem – Lise Beaulieu
  - Milenec – Noëlle Boisson
  - Indočína – Geneviève Winding

- 1994: Tři barvy: Modrá – Jacques Witta
  - Smoking / No Smoking – Albert Jurgenson
  - Návštěvníci – Catherine Kelber
  - Germinal – Hervé de Luze

- 1995: Regarde les hommes tomber – Juliette Welfling
  - Leon – Sylvie Landra
  - Královna Margot – Hélène Viard a François Gédigier

- 1996 : Nenávist – Scott Stevenson a Mathieu Kassovitz
  - Husar na střeše – Noëlle Boisson
  - Nelly a pan Arnaud – Jacqueline Thiedot

- 1997: Mikrokosmos – Marie-Josèphe Yoyotte a Florence Ricard
  - Nevinné krutosti – Joëlle Hache
  - Falešný hrdina – Juliette Welfling

- 1998: Stará známá písnička – Hervé de Luze
  - Pátý element – Sylvie Landra
  - Hrbáč – Henri Lanoë

- 1999: Taxi – Véronique Lange
  - Place Vendôme – Svět diamantů – Luc Barnier a Françoise Bonnot
  - Všichni, kdo mě mají rádi, pojedou vlakem – François Gédigier

### 0. léta
- 2000: Voyages – Emmanuelle Castro
  - Dívka na mostě – Joëlle Hache
  - Johanka z Arku – Sylvie Landra

- 2001: Harry to s vámi myslí dobře – Yannick Kergoat
  - Někdo to rád jinak – Hervé de Luze
  - Purpurové řeky – Marilyne Monthieux

- 2002: Ptačí svět – Marie-Josèphe Yoyotte
  - Amélie z Montmartru – Hervé Schneid
  - Čti mi ze rtů – Juliette Welfling

- 2003: Être et avoir – Nicolas Philibert
  - Pianista – Hervé de Luze
  - Erasmus a spol. – Francine Sandberg

- 2004: Un couple épatant, Cavale a Après la vie – Danielle Anezin, Valérie Loiseleux a Ludo Troch
  - Na ústa ne – Hervé de Luze
  - Šťastnou cestu – Marilyne Monthieux

- 2005: Dva bratři – Noëlle Boisson
  - Válka policajtů – Hachdé
  - Příliš dlouhé zásnuby – Hervé Schneid

- 2006: Tlukot mého srdce se zastavil – Juliette Welfling
  - Putování tučňáků – Sabine Emiliani
  - Erasmus 2 – Francine Sandberg

- 2007: Nikomu to neříkej – Hervé de Luze
  - Píseň pro tebe – Martine Giordano
  - Den vítězství – Yannick Kergoat
  - Sedadla v parteru – Sylvie Landra
  - Zbloudilá srdce – Hervé de Luze

- 2008: Skafandr a motýl – Juliette Welfling
  - Kuskus – Ghalya Lacroix a Camille Toubkis
  - Tajemství – Véronique Lange
  - Edith Piaf – Richard Marizy a Yves Beloniak
  - Persepolis – Stéphane Roche

- 2009: První den zbytku tvýho života – Sophie Reine
  - Vánoční příběh – Laurence Briaud
  - Mezi zdmi – Robin Campillo a Stéphanie Léger
  - Paříž – Francine Sandberg
  - Veřejný nepřítel č. 1 a Veřejný nepřítel č. 1: Epilog – Hervé Schneid a Bill Pankow

### 10. léta
- 2010: Prorok – Juliette Welfling
  - À l'origine – Célia Lafitedupont
  - Les Herbes folles – Hervé de Luze
  - Welcome – Andrea Sedláčková
  - Koncert – Ludo Troch

- 2011: Muž ve stínu – Hervé de Luze
  - Serge Gainsbourg – Marilyne Monthieux
  - Turné – Annette Dutertre
  - Carlos – Luc Barnier
  - O bozích a lidech – Marie-Julie Maille

- 2012: Polisse – Laure Gardette a Yann Dedet
  - Umělec – Anne-Sophie Bion a Michel Hazanavicius
  - Ministr – Laurence Briaud
  - Vyhlášení války – Pauline Gaillard
  - Nedotknutelní – Dorian Rigal-Ansous

- 2013: Na dřeň – Juliette Welfling
  - Sbohem, královno – Luc Barnier
  - Láska – Monika Willi
  - Znovu zamilovaná – Annette Dutertre a Michel Klochendler
  - Holy Motors – Nelly Quettier

- 2014: Kluci a Guillaume, ke stolu! – Valérie Deseine
  - 9 Mois ferme – Christophe Pinel
  - Neznámý od jezera – Jean-Christophe Hym
  - Život Adèle – Camille Toubkis, Albertine Lastera, Jean-Marie Lengelle, Ghalya Lacroix
  - Minulost – Juliette Welfling

- 2015: Timbuktu – Nadia Ben Rachid
  - Láska na první boj – Lilian Corbeille
  - Hippocrate – Christel Dewynter
  - Party Girl – Frédéric Baillehaiche
  - Saint Laurent – Fabrice Rouaud

- 2016: Mustang – Mathilde Van de Moortel
  - Dheepan – Juliette Welfling
  - Marguerite – Cyril Nakache
  - Můj král – Simon Jacquet
  - Tři vzpomínky – Laurence Briaud

- 2017: Je to jen konec světa – Xavier Dolan
  - Božské – Loïc Lallemand a Vincent Tricon
  - Elle – Job ter Burg
  - Frantz – Laure Gardette
  - Kameny bolesti – Simon Jacquet

- 2018: 120 BPM – Robin Campillo
  - Na shledanou tam nahoře – Christophe Pinel
  - Barbara – François Gedigier
  - Chovatel – Julie Lena, Lilian Corbeille a Grégoire Pointecaille
  - Dokud nás svatba nerozdělí – Dorian Rigal-Ansous

- 2019: Střídavá péče – Yorgos Lamprinos
  - Lechtání – Valérie Deseine
  - Potížista – Isabelle Devinck
  - The Sisters Brothers – Juliette Welfling
  - Utop se, nebo plav – Simon Jacquet

### 20. léta
- 2020: Bídníci – Flora Volpelière
  - Chvála Bohu  – Laure Gardette
  - Žaluji! – Hervé de Luze
  - Tenkrát podruhé – Anny Danché a Florent Vassault
  - Výjimeční – Dorian Rigal-Ansous

- 2021: Adolescentes – Tina Baz
  - Sbohem, blbci!  – Chistophe Pinel
  - Osel, milenec a já – Annette Dutertre
  - Milostné historky – Martial Salomon
  - Léto 85 – Laure Gardette

- 2022: Annette – Nelly Quettier
  - Severní Marseilles – Simon Jacquet
  - Pád letu A800 – Valentin Féron
  - Bod zlomu – Frédéric Baillehaiche
  - Ztracené iluze – Cyril Nakache

- 2023: Na plný úvazek – Mathilde Van de Moortel
  - En corps – Anne-Sophie Bion
  - Nevinný – Pierre Deschamps
  - Novembre – Laure Gardette
  - Noc 12. – Laurent Rouan

- 2024: Anatomie pádu – Laurent Sénéchal
  - Je verrai toujours vos visages – Francis Vesin
  - Little Girl Blue – Valérie Loiseleux
  - Případ Goldman – Yann Dedet
  - Říše zvířat – Lilian Corbeille

- 2025: Sulejmanův příběh – Xavier Sirven
  - Zběsilá láska – Simon Jacquet
  - Hrabě Monte Christo – Célia Lafitedupont
  - Emilia Pérez – Juliette Welfling
  - Kapelo, hraj – Guerric Catala